# Desa Tawangrejo (administrativ by i Indonesien, Jawa Tengah, lat -7,80, long 111,15)
Desa Tawangrejo är en administrativ by i Indonesien.   Den ligger i provinsen Jawa Tengah, i den västra delen av landet, 500 km öster om huvudstaden Jakarta.